# UAE Tour 2025
7. ročník etapového cyklistického závodu UAE Tour se konal mezi 17. a 23. únorem 2025 ve Spojených arabských emirátech.
Celkovým vítězem se stal Slovinec Tadej Pogačar z týmu UAE Team Emirates XRG. Na druhém a třetím místě se umístili Ital Giulio Ciccone (Lidl–Trek) a Španěl Pello Bilbao (Team Bahrain Victorious).
Závod byl součástí UCI World Tour 2025 na úrovni 2.UWT a byl třetím závodem tohoto seriálu.

## Týmy
Závodu se zúčastnilo 15 z 18 UCI WorldTeamů a 5 UCI ProTeamů.
UCI WorldTeamy
- Alpecin–Deceuninck
- Decathlon–AG2R La Mondiale
- EF Education–EasyPost
- Ineos Grenadiers
- Intermarché–Wanty
- Lidl–Trek
- Movistar Team
- Red Bull–Bora–Hansgrohe
- Soudal–Quick-Step
- Team Bahrain Victorious
- Team Picnic PostNL
- Team Jayco–AlUla
- UAE Team Emirates XRG
- Visma–Lease a Bike
- XDS Astana Team

UCI ProTeamy
- Israel–Premier Tech
- Lotto
- Team Solution Tech–Vini Fantini
- Tudor Pro Cycling Team
- VF Group–Bardiani–CSF–Faizanè

## Trasa a etapy
| Etapa         | Datum         | Trasa                                                                 | Vzdálenost | Typ        | Typ                  | Vítěz                |
| ------------- | ------------- | --------------------------------------------------------------------- | ---------- | ---------- | -------------------- | -------------------- |
| 1             | 17. února     | Madinat Zayed – Liwa                                                  | 138 km     |            | Rovinatá etapa       | Jonathan Milan (ITA) |
| 2             | 18. února     | Ostrov Hudayriat                                                      | 12,2 km    |            | Individuální časovka | Josh Tarling (GBR)   |
| 3             | 19. února     | Rás al-Chajma – Džabal Bil Ajs                                        | 179 km     |            | Horská etapa         | Tadej Pogačar (SLO)  |
| 4             | 20. února     | Qidfa – Umm al-Kuvajn                                                 | 181 km     |            | Rovinatá etapa       | Jonathan Milan (ITA) |
| 5             | 21. února     | Americká univerzita v Dubaji – Smart univerzita Hamdana bin Mohammeda | 160 km     |            | Rovinatá etapa       | Tim Merlier (BEL)    |
| 6             | 22. února     | Cyklistický klub Abú Zabí– Vlnolam Abú Zabí                           | 167 km     |            | Rovinatá etapa       | Tim Merlier (BEL)    |
| 7             | 23. února     | Stadion Hazzaa bin Zayeda – Jebel Hafeet                              | 176 km     |            | Horská etapa         | Tadej Pogačar (SLO)  |
| Celková délka | Celková délka | Celková délka                                                         | 1 013,2 km | 1 013,2 km | 1 013,2 km           | 1 013,2 km           |

## Průběžné pořadí
| Etapa          | Vítěz          | Celkové pořadí | Bodovací soutěž | Sprinterská soutěž | Soutěž mladých jezdců | Soutěž týmů             |
| -------------- | -------------- | -------------- | --------------- | ------------------ | --------------------- | ----------------------- |
| 1              | Jonathan Milan | Jonathan Milan | Jonathan Milan  | Manuele Tarozzi    | Jonathan Milan        | Red Bull–Bora–Hansgrohe |
| 2              | Josh Tarling   | Josh Tarling   | Josh Tarling    | Manuele Tarozzi    | Josh Tarling          | Ineos Grenadiers        |
| 3              | Tadej Pogačar  | Tadej Pogačar  | Tadej Pogačar   | Carlos Samudio     | Josh Tarling          | Ineos Grenadiers        |
| 4              | Jonathan Milan | Tadej Pogačar  | Jonathan Milan  | Đorđe Đurić        | Josh Tarling          | Ineos Grenadiers        |
| 5              | Tim Merlier    | Tadej Pogačar  | Jonathan Milan  | Đorđe Đurić        | Josh Tarling          | Movistar Team           |
| 6              | Tim Merlier    | Tadej Pogačar  | Jonathan Milan  | Đorđe Đurić        | Josh Tarling          | Movistar Team           |
| 7              | Tadej Pogačar  | Tadej Pogačar  | Jonathan Milan  | Đorđe Đurić        | Iván Romeo            | Movistar Team           |
| Konečné pořadí | Konečné pořadí | Tadej Pogačar  | Jonathan Milan  | Đorđe Đurić        | Iván Romeo            | Movistar Team           |

## Konečné pořadí
| Legenda | Legenda                         | Legenda | Legenda                               |
| ------- | ------------------------------- | ------- | ------------------------------------- |
|         | Označuje lídra celkového pořadí |         | Označuje lídra soutěže mladých jezdců |
|         | Označuje lídra bodovací soutěže |         | Označuje lídra sprinterske soutěže    |

### Celkové pořadí
| Pořadí | Jezdec                      | Tým                     | Čas         |
| ------ | --------------------------- | ----------------------- | ----------- |
| 1      | Tadej Pogačar (SLO)         | UAE Team Emirates XRG   | 23h 08' 42" |
| 2      | Giulio Ciccone (ITA)        | Lidl–Trek               | + 1' 14"    |
| 3      | Pello Bilbao (ESP)          | Team Bahrain Victorious | + 1' 19"    |
| 4      | Iván Romeo (ESP)            | Movistar Team           | + 1' 26"    |
| 5      | Oscar Onley (GBR)           | Team Picnic PostNL      | + 2' 10"    |
| 6      | Finn Fisher-Black (NZL)     | Red Bull–Bora–Hansgrohe | + 2' 43"    |
| 7      | Pablo Castrillo (ESP)       | Movistar Team           | + 2' 59"    |
| 8      | William Junior Lecerf (BEL) | Soudal–Quick-Step       | + 3' 49"    |
| 9      | Harold Tejada (COL)         | XDS Astana Team         | + 3' 52"    |
| 10     | Patrick Konrad (AUT)        | Lidl–Trek               | + 4' 00"    |